# Aborto procurato (film)
Aborto procurato (堕胎?, Datai, lett. "L'aborto") è un film del 1966, diretto da Masao Adachi.
Il film mostra il dilagante ricorso all'interruzione di gravidanza in una cittadina giapponese, vissuto dalla parte di un ginecologo/sessuologo che pratica gli aborti e si propone di dare una sua soluzione personale al problema.

## Trama
Il dottor Marukido è finito in prigione per aver voluto mettere in pratica qualcosa che lui comunque ritiene essere una risposta valida ad un problema concreto.
Il film espone con un taglio a tratti documentaristico l'esperienza del ginecologo/sessuologo che nella sua piccola clinica ha dovuto registrare un incremento impressionante delle richieste di aborto, tanto da arrivare, nell'ultimo anno, a praticarne una media di tre al giorno.
Alla base di tutto c'è la dissolutezza e la perdita di valori crescente nella società cui risulta impossibile porre un freno. Il medico così crede di poter dare una risposta scientifica all'esigenza di base da lui individuata consistente nella necessità di separare sesso e procreazione. Separando questi due aspetti si risolverebbe il problema degli aborti e non solo questo. Si tratta di creare un utero artificiale che tra l'altro libererebbe le donne dal peso della gravidanza.
Per sperimentare la sua tecnica il dottor Marukido preleva un embrione da una ragazza che in realtà aveva deciso di portare avanti la gravidanza, creando le premesse per il suo arresto.

## Produzione
Il film è concettualmente collegato al di poco precedente Embrione diretto da Kōji Wakamatsu e sceneggiato da Masao Adachi, in questo caso rispettivamente produttore e regista. Embrione, appartenente al genere pinku eiga, tratta il tema della violenza sulle donne, uno degli aspetti di degenerazione della società alla base dell'incremento di ricorsi all'aborto.